# ریو مییاموتو
ریو مییاموتو (انگلیسی: Ryu Miyamoto؛ زادهٔ ۴ اوت ۱۹۹۲) بازیکن فوتبال اهل ژاپن است.